# Ellensburg (Washington)
Ellensburg je grad u američkoj saveznoj državi Washington. Prema popisu stanovništva iz 2010. u njemu je živjelo 18.174 stanovnika.